# Uncinateridae
Uncinateridae is een familie van sponsdieren uit de klasse van de Hexactinellida. 

## Geslachten
- Tretopleura Ijima, 1927
- Uncinatera Topsent, 1901